# Korrelált színhőmérséklet
A korrelált színhőmérséklet olyan fényforrások jellemzésére szolgáló fizikai mennyiség, amelyekhez nincs olyan hőmérsékletű hőmérsékleti sugárzó, melynek színessége az ő színességükkel pontosan megegyezne.
A korrelált színhőmérséklet azon feketesugárzó valódi hőmérsékletével egyezik meg, amely sugárzásának színessége a legkevésbé tér el az adott sugárzó színességétől. A korrelált színhőmérséklet (Tc) értéke alapján a fényforrásokat három csoportba osztjuk.
Meleg fehér:     Tc < 3300 K
Semleges fehér:  Tc = 3300-5300 K
Hideg fehér:     Tc > 5300 K
A "meleg", "hideg" itt nem a valódi hőmérsékletre utaló, hanem pszichofizikai jellemző. Egy színt akkor érzünk melegebbnek, ha spektrumában a vörös és a sárga dominál (Tc kisebb), és akkor érzünk hidegebbnek, ha színképében a kékből van viszonylag több.